# Naturlyrik (China)

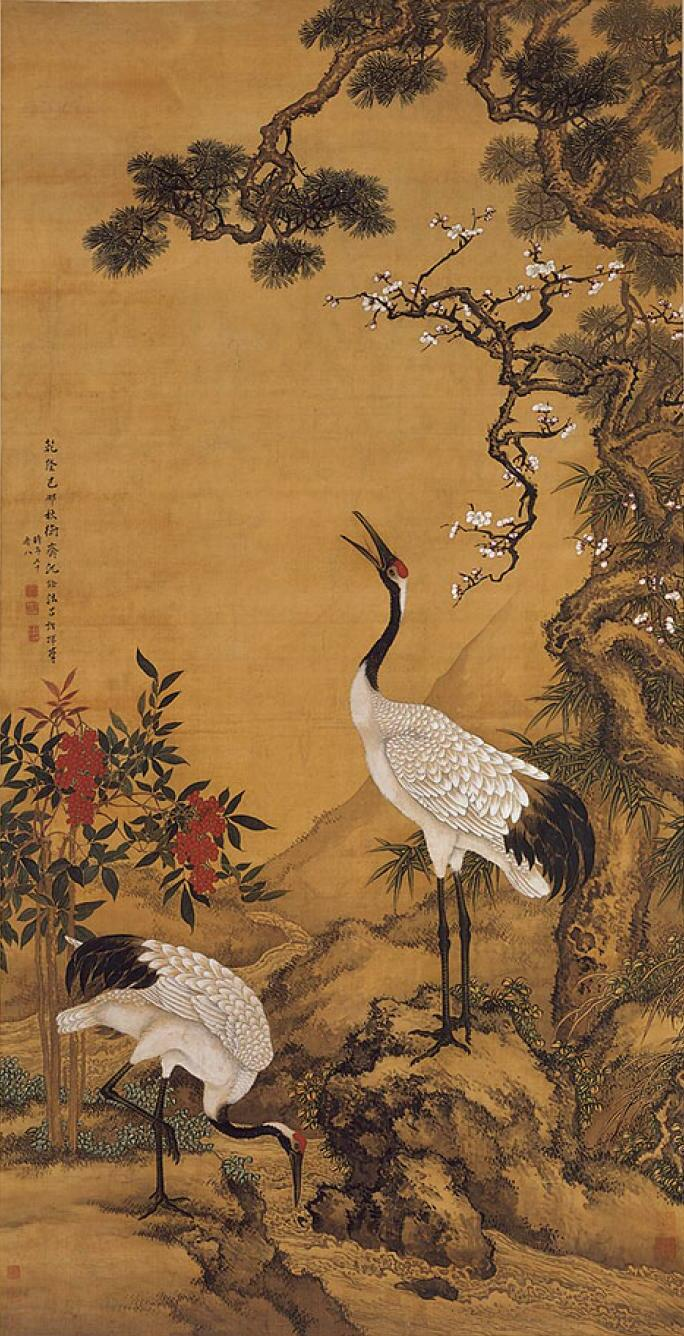

Chinesische Naturlyrik (chinesisch 山水田園詩派 / 山水田园诗派, Pinyin shānshuǐ tiányuán shīpài) bezieht sich auf zwei Themen: zunächst auf Shanshui (山水,  shānshuǐ – „Berg-Wasser“), die natürliche Landschaft; und dann auf Tianyuan (田園 / 田园,  tiányuán – „Feld-Garten“), den Lebensraum der Bauern oder die häusliche Gartensphäre. Die Naturlyrik in China bildete einen Gegenpol zur politischen und höfischen Sphäre. Das Shi Jing bietet schon eine Fülle von Naturbildern, doch eine richtige Naturlyrik, die die Natur auch thematisierte, entstand erst ab dem 3. Jahrhundert.
Wichtige Einflüsse dieser Naturlyrik sind folgende:
1. Der Topos vom Eremiten, der von edler Gesinnung vor den bösen Zeiten flieht. Dieser Eremit ist ein konfuzianischer Topos, in dem die wilde Natur ein idealer und idealisierter Ort der Zuflucht ist.
2. Die daoistische Mystik, die die Natur als Ausdruck des Dao versteht. Literarisch wandelte sich in der Naturlyrik die Reise zu den daoistischen Unsterblichen, die in Paradiesen leben, zur realen Natur der Berge und Höhlen.
3. Die Fu der Han-Zeit prägten durch ihre langen Kataloge von Flora und Fauna und geographischen Beschreibungen die spätere Naturlyrik. Die Natur erschien hier als überpersönlich und als Refugium des Individuums.

Durch diese Einflüsse erscheint die chinesische Naturlyrik sowohl als Verneinung der Kultur, gleichzeitig jedoch auch als Teil der Kultur. Poeten am Hof oder im Amt diente sie auch als Mittel einer Stilisierung, die autobiographisch geprägt ist.
Erste Naturlyriker waren Xi Kang, Zuo Si, Yu Chan und Sun Chuo.
Tao Yuanming stellte dann als Dichter der Tian-Yuan-Lyrik den Höhepunkt dieser Dichtung dar.
Andere Dichter reagierten auf die Natur als 'Geist des Universums', der diese reflexhaft wahrnimmt (Liu Xie, Wenxin diaolong), als Poet der natürlichen Spontaneität (Lu Ji, Wen Fu), oder mit weinseligen, naturhaften Dichtungen. Der Eremit erscheint häufig als Ausdruck eines Dichters, der authentisch-natürliches Leben beschreibt.
Die Shan-Shui-Dichtung erscheint dann zuerst bei Xie Lingyun. Xie Lingyuns Dichtung erscheint als philosophisches Naturkonzept, das stark buddhistische, daoistische und konfuzianische Einflüsse aufweist, so dass seine Naturbeschreibungen kein naives Gefühl zeigen. In der Folge erschien die Naturlyrik als poetischer Standard, jedoch wurden Dichter, die auch Naturlyrik schrieben, häufig nicht als solche verstanden, beispielsweise Shen Yue, Liu Zongyuan und Lu You, da ihre Dichtung auch andersartige Elemente enthielt. 
In der Tang-Zeit war die Lyrik stark von der Verschmelzung von Eindruck und Szenerie geprägt, und spätere berühmte Naturdichter der Tang-Zeit sind z. B. Meng Haoran, Wei Yingwu und Wang Wei, wobei Wang Wei als überragend angesehen wird.
Die chinesische Naturlyrik wird insgesamt als innerlich widersprüchlich angesehen, da die Abkehr von der Welt zwar literarisch stilisiert wurde, jedoch genau genommen nur scheinhaft ist, da man in vielen Gedichten erkennen kann, dass auch der geordnete konfuzianische Staat als Abbild der natürlichen und naturhaften kosmischen Ordnung gilt.